# Ли Лим Сэн
Ли Лим Сэн (кор. 이임생; 18 ноября 1971, Инчхон, Южная Корея) — южнокорейский футболист, играл на позиции защитника. Выступал за клуб «Чеджу Юнайтед», а также национальную сборную Южной Кореи. По завершении игровой карьеры — футбольный тренер, директор национальной сборной.

## Клубная карьера
Родился 18 ноября 1971 года в городе Инчхон. На юношеском уровне выступал за Университет Кореи.
Во взрослом футболе дебютировал в 1994 году выступлениями за команду клуба «Пучхон», в которой провёл восемь сезонов, приняв участие в 146 матчах чемпионата.
Завершил профессиональную игровую карьеру в клубе «Пусан Ай Парк», за команду которого выступал в течение 2003 года.

## Выступления за сборную
В 1993 году дебютировал в официальных матчах в составе национальной сборной Южной Кореи. В течение карьеры в национальной команде провёл в форме главной команды страны 25 матчей.
В составе сборной был участником чемпионата мира 1998 года во Франции, розыгрыша Золотого кубка КОНКАКАФ 2000 года в США.

## Тренерская деятельность
Впервые стал главным тренером команды в 2010 году, возглавив сингапурский клуб «Хоум Юнайтед». С ним выиграл два кубка Сингапура в 2011 и 2013 годах. В 2014 году стороны прекратили сотрудничество. Через год возглавил тренерский штаб команды «Шэньчжэнь», а в 2017 году исполнял обязанности главного тренера «Тяньцзинь Тэда».

## Ссылка
- Профиль игрока и профиль тренера (англ.) на сайте Transfermarkt
- Профиль на сайте National Football Teams (англ.)
- Профиль на сайте FIFA.com (англ.)